# Pablo Sarasate
Pablo Martín Melitón de Sarasate y Navascués (ur. 10 marca 1844 w Pampelunie, zm. 20 września 1908 w Biarritz) – hiszpański skrzypek i kompozytor.

## Życiorys
Karierę wirtuozowską rozpoczął wcześnie z olbrzymim powodzeniem. Imponował szlachetnością dźwięku, czystością intonacji, pełną polotu interpretacją i niezawodną techniką. Z kompozycji Sarasatego do najpopularniejszych należą Tańce hiszpańskie i Melodie cygańskie. Swoje utwory dedykowali mu m.in.: Henryk Wieniawski – II Koncert skrzypcowy, Édouard Lalo – Symfonia hiszpańska, Camille Saint-Saëns – III Koncert skrzypcowy, Max Bruch – Fantazja Szkocka.

## Odznaczenia
Lista:
- Kawaler Orderu Karola III – 1861, Hiszpania
- Order Korony Wendyjskiej – 1876, Meklemburgia-Schwerin
- Order Lwa Zeryngeńskiego – 1878, Badenia
- Order Sokoła Białego – 1878, Weimar
- Order Królewski Korony – 1878, Prusy
- Order Danebroga – 1878, Dania
- Komandor Orderu Izabeli Katolickiej – 1880, Hiszpania
- Order Chrystusa – 1881, Portugalia
- Order Fryderyka I Klasy – 1882, Wirtembergia
- Medal Zasługi – 1882, Meklemburgia-Schwerin
- Krzyż Wielki Orderu Izabeli Katolickiej – 1886, Hiszpania
- Kawaler Orderu Legii Honorowej – 1892, Francja
- Order Alberta I Klasy – 1893, Saksonia
- Krzyż Benemeritis – 1894, Rumunia
- Order Leopolda – 1895, Belgia
- Oficer Orderu Legii Honorowej – 1902, Francja
- Komandor Orderu Korony – 1902, Rumunia
- Krzyż Wielki Orderu Alfonsa XII – 1902, Hiszpania